# Тест простоти Ферма
Тест простоти Ферма — це імовірнісна перевірка для визначення чи є число ймовірним простим.

## Концепція
Мала теорема Ферма стверджує, що якщо {\displaystyle p} просте число і {\displaystyle 1\leq a<p}, тоді 
{\displaystyle a^{p-1}\equiv 1{\pmod {p}}.}
Якщо ми хочемо перевірити {\displaystyle p} на простоту, тоді ми можемо обрати випадкове {\displaystyle a} в інтервалі і подивитись чи виконується рівність. Якщо рівність не зберігається, значить число складене. Якщо рівність виконується для багатьох {\displaystyle a,} тоді ми кажемо, що {\displaystyle p} — можливо просте.
Може так статись, що за всіх наших перевірках рівність зберігалась.  Будь-яке {\displaystyle a} таке, що 
{\displaystyle a^{n-1}\equiv 1{\pmod {n}}}
тобто {\displaystyle n} складене, називають брехунами. Якщо перевірка пройдена успішно, {\displaystyle n} називають псевдопростим Ферма по базі {\displaystyle a}.
Якщо ми обрали {\displaystyle a} таке, що 
{\displaystyle a^{n-1}\not \equiv 1{\pmod {n}}}
тоді {\displaystyle a} називається свідком складеності {\displaystyle n}.

## Приклад
Припустимо ми хочемо визначити чи є {\displaystyle n=221} простим. Випадково оберемо {\displaystyle 1\leq a\leq 221,} наприклад {\displaystyle a=38.} Перевіримо попереднє рівняння:
{\displaystyle a^{n-1}=38^{220}\equiv 1{\pmod {221}}.}
Або 221 є простим або 38 є брехун, отже ми беремо інше {\displaystyle a,} наприклад 26:
{\displaystyle a^{n-1}=26^{220}\equiv 169\not \equiv 1{\pmod {221}}.}
Отже 221 є складеним і 38 дійсно брехун.

## Алгоритм і часова складність
Алгоритм можна записати так:
```
Вхід
: 

  

    

      

        
n

      

    

    
{\displaystyle n}

  

: значення для тестування на простоту; 

  

    

      

        
k

      

    

    
{\displaystyle k}

  

: параметр, що визначає кількість перевірок

Вихід
: 
складене
 якщо 

  

    

      

        
n

      

    

    
{\displaystyle n}

  

 є складеним, інакше 
ймовірно просте

повторити 

  

    

      

        
k

      

    

    
{\displaystyle k}

  

 разів:
   випадково обрати 

  

    

      

        
a

      

    

    
{\displaystyle a}

  

 в діапазоні 

  

    

      

        
[

        
1

        
,

        
n

        
−

        
1

        
]

      

    

    
{\displaystyle [1,n-1]}

  

   якщо 

  

    

      

        

          
a

          

            
n

            
−

            
1

          

        

        
≢

        
1

        

          

          
(

          
mod

          

          
n

          
)

        

      

    

    
{\displaystyle a^{n-1}\not \equiv 1{\pmod {n}}}

  

, тоді повернути 
складене

повернути 
ймовірно просте
```

Із використанням швидких алгоритмів для піднесення до степеня за модулем, час виконання становить {\displaystyle O(k\times \log n\times \log \log n\times \log \log \log n),} де {\displaystyle k} є числом перевірок, а {\displaystyle n} — число, яке ми тестуємо на простоту.

## Вада
Існує безкінечно багато значень {\displaystyle n} (відомі як числа Кармайкла) для яких всі значення {\displaystyle a} для яких {\displaystyle gcd(a,n)=1}  — брехуни.  Хоча чисел Кармайкла істотно менше ніж простих,, їх достатньо, щоб часто замість тесту Ферма використовували інші тести простоти такі як тест простоти Міллера-Рабіна та тест простоти Соловея-Штрассена.
Загалом, якщо {\displaystyle n} не є числом Кармайкла, тоді щонайменше половина всіх
{\displaystyle a\in (\mathbb {Z} /n\mathbb {Z} )^{*}}
є свідками. Для доведення цього покладемо {\displaystyle a} свідком, а {\displaystyle a_{1},a_{2},\dots ,a_{s}} брехунами. Тоді
{\displaystyle (a\cdot a_{i})^{n-1}\equiv a^{n-1}\cdot a_{i}^{n-1}\equiv a^{n-1}\not \equiv 1{\pmod {n}}}
і, отже всі {\displaystyle a\times a_{i}} для {\displaystyle i=1,2,...,s} є свідками.
Тобто, якщо ми запустили {\displaystyle k} незалежних перевірок на складеному числі {\displaystyle n,} імовірність, що всі {\displaystyle k} раз нам трапляться брехуни (тобто, імовірність помилки) становить не більше ніж {\displaystyle \left({\frac {1}{2}}\right)^{k}.}

## Застосування
Програма шифрування Pretty Good Privacy (PGP) використовує цей тест у своїх алгоритмах. Шанс утворення числа Кармайкла менш ніж {\displaystyle 1/10^{50},} що достатньо для практичних цілей.